# Keszei György
Keszei György (Budapest, 1940. április 10. –) labdarúgó, jobbhátvéd. Az 1963–64-es kupagyőztesek Európa-kupája döntőjéig jutott MTK csapatának játékosa.

## Pályafutása

### Klubcsapatban
1964-ben a KEK döntőig jutott csapat tagja volt. Mind a 11 mérkőzésen pályára lépett és a döntő mérkőzéseken is játszott.

## Sikerei, díjai
- Kupagyőztesek Európa-kupája (KEK)
  - döntős: 1963–64